# Arnovis Dalmero
Arnovis de Jesús Dalmero, né le 23 septembre 2000 à Ciénaga, est un athlète colombien, spécialiste du saut en longueur.

## Biographie
Triple sauteur à l'adolescence, Arnovis Dalmero se concentre sur le saut en longueur en 2021. Le 21 mars 2021, à Bogota, il réalise 8,34 m, une performance de niveau mondial mais qui ne peut être homologuée en raison d'un vent trop fort (+ 3,4 m/s).
Le 29 mai 2021, il remporte la médaille d'or aux championnats d'Amérique du Sud à Guayaquil avec 7,94 m, et la médaille d'argent avec le relais 4 × 100 m colombien en 39 s 65, derrière le Brésil.
Le 17 octobre 2021, dans la même ville, il remporte le titre sud-américain espoir et dépasse pour la première fois, avec vent régulier, la barrière des 8 mètres, avec 8,04 m (+ 0,3 m/s). Il décroche également le titre au relais.
Le 31 mars 2023, aux Championnats de Colombie par équipes à Bogota, il bat le record de Colombie de la discipline avec 8,18 m (+ 1,2 m/s), marque qu'il égale le 7 mai à Bragança Paulista au Brésil.
Le 28 juillet 2023, il conserve dans un premier temps son titre continental aux championnats d'Amérique du Sud, s'imposant à São Paulo avec 8,29 m (+ 0,6 m/s), record de colombie, record des championnats et record personnel,. Il est cependant disqualifié en raison de chaussures non conformes.

## Palmarès
| Date | Compétition                    | Lieu      | Résultat | Épreuve          | Temps   |
| ---- | ------------------------------ | --------- | -------- | ---------------- | ------- |
| 2019 | Championnats d'Amérique du Sud | São Paulo | 4e       | Triple saut      | 15,86 m |
| 2021 | Championnats d'Amérique du Sud | Guayaquil | 1er      | Saut en longueur | 7,94 m  |
| 2021 | Championnats d'Amérique du Sud | Guayaquil | 2e       | 4 × 100 m        | 39 s 65 |
| 2023 | Jeux panaméricains             | Santiago  | 1er      | Saut en longueur | 8,08 m  |
| 2024 | Championnats ibéro-américains  | Cuiabá    | 2e       | Saut en longueur | 7,97 m  |
| 2024 | Jeux olympiques                | Paris     | 11e      | Saut en longueur | 7,83 m  |

## Records
| Épreuve          | Marque      | Lieu   | Date        |
| ---------------- | ----------- | ------ | ----------- |
| Saut en longueur | 8,20 m (NR) | Bogota | 5 août 2023 |